# Tanggultlare
Tanggultlare is een bestuurslaag in het regentschap Japara van de provincie Midden-Java, Indonesië. Tanggultlare telt 596 inwoners (volkstelling 2010).